# Dames Quarter
Dames Quarter es un lugar designado por el censo ubicado en el condado de Somerset en el estado estadounidense de Maryland. En el Censo de 2010 tenía una población de 167 habitantes y una densidad poblacional de 3,54 personas por km².

## Geografía
Dames Quarter se encuentra ubicado en las coordenadas 38°10′23″N 75°53′24″O / 38.17306, -75.89000. Según la Oficina del Censo de los Estados Unidos, Dames Quarter tiene una superficie total de 47.24 km², de la cual 30.76 km² corresponden a tierra firme y (34.88%) 16.48 km² es agua.

## Demografía
Según el censo de 2010, había 167 personas residiendo en Dames Quarter. La densidad de población era de 3,54 hab./km². De los 167 habitantes, Dames Quarter estaba compuesto por el 82.63% blancos, el 9.58% eran afroamericanos, el 0% eran amerindios, el 3.59% eran asiáticos, el 0% eran isleños del Pacífico, el 0% eran de otras razas y el 4.19% pertenecían a dos o más razas. Del total de la población el 0.6% eran hispanos o latinos de cualquier raza.